# 航空宇宙工学
航空宇宙工学（こうくううちゅうこうがく、英語: aerospace engineering）とは、航空工学と宇宙工学の総称であり、航空機・ロケット・人工衛星などの設計・製造・運用に関する工学の一分野。宇宙開発は航空機の発展ときわめて密接に関係しながら発達してきた歴史的経緯もあり、航空機と宇宙機はともに研究・開発されることが多い。

## 概要
航空機・宇宙機はその性質上、気圧・温度の急激な変化にさらされたり、機体構造に大きな荷重がかかったりするなど過酷な環境におかれる、といったことが目に見えてわかりやすいが、真の難しさは、航空機や宇宙機がその機能を果たすためには安全係数を大きく取れないことにある。そのため、機体設計の過程では空気力学・構造力学をはじめとして様々な科学技術の知識が必要となり、これら航空宇宙機に用いられる知識体系が集合的に航空宇宙工学という分野を形成している。このように関係する分野の多彩さから、航空宇宙工学に携わる者が一人で全容を把握することは極めて困難である。よって実際の開発では様々な分野の専門家がチームを形成し、分担して関わることになる。また各分野からみて望ましい機体の形状や性能については見解が互いに矛盾する場合があり、開発に当たっては各観点の重要度を総合的に判断し、性能・価格・技術的課題（生産性・整備性など）のバランスをみながら進めていくというのも、航空宇宙工学の特徴の１つである。佐貫亦男は「設計」と「デザイン」という視点から、この相克について分析している。